# Єлизавета Ярославна
Єлизаве́та Яросла́вна (близько 1022 — після 1067) — найстарша донька Ярослава Мудрого, у шлюбі з 1045 року з норвезьким конунгом Гаральдом Суворим (старонорвезькою: Harald Harðráði).

## Загальні відомості
Відомо, що вона провела частину свого дитинства разом із майбутнім королем Норвегії Магнусом I у княжому дворі Ярослава в Києві — символ стародавніх зв'язків між Київською Руссю та Скандинавією.
На сватанні Ярослав завважив, що молодий, який не мав ні держави, ні грошей, повинен себе чимось уславити, щоб шлюб  був рівний. Гаральд відбув добувати слави і склав пісню про «руську дівчину з золотою гривною, що помітує Гаральдом».

Вікінги називали Єлизавету Еллісіф (Ellisif/v), скальд Стуф Сліпий співав про Гаральдову дружину, яку той привіз на батьківщину у 1046 році.

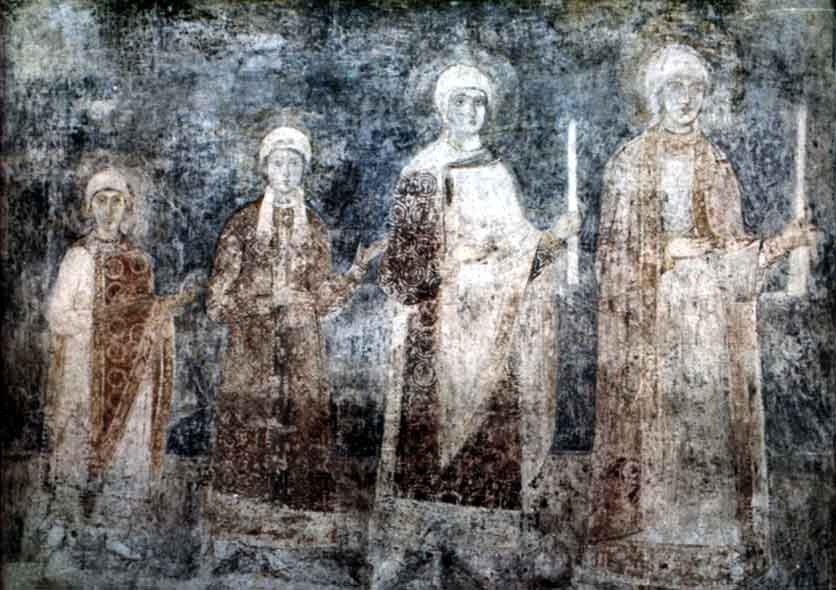
Фреска ХІ ст. у Соборі Святої Софії у Києві. Дочки Ярослава Мудрого. Анна — наймолодша. Єлизавета — третя зліва.

Гаральд став співправителем конунга Маґнуса Доброго, а по його смерті — конунгом Норвегії Гаральдом III Суворим (1047—1066). У 1048 році Гаральд узяв ще одну дружину, Тору Торбергсдаттер, від якої у нього було двоє синів, Маґнус і Олаф. Другий шлюб багато в чому можна пояснити політикою та створенням союзу. Глави родини Гіске (Giskeætten) відігравали ключову роль у політиці влади.
Можливо, Єлизавета залишилася на Русі, або померла дорогою до Норвегії. Однак це означало б, що дочки Гаральда, Інгігерд і Марія, які їй приписують, належали Торі, що вважається малоймовірним, оскільки Марія була заручена з Ойстейном Орре, який був би її дядьком, якби вона була донькою Тори. Тому можливо, що Тора вела господарство як наложниця («hustru») Гаральда. Тора стала матір'ю як короля Олава Спокійного, так і короля Маґнуса II Гаральдссона. Тоді як титул королеви був лише у Єлизавети (за цитатою Генріка Вергеланн).

## Королева Норвегії та Данії

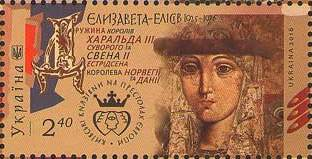
Поштова марка України з королевою Єлизаветою Ярославною

Ярослав Мудрий свою дочку Єлизавету віддав у шлюб з норвежцем Гаральдом. Щоправда, шлюбові передувала тривала, сповнена романтизму й драматизму, історія. Закохався молодий норвежець у Єлизавету під час своїх перших відвідин Києва. Руська княжна відповіла Гаральдові, принцові, поетові й бардові, взаємністю. Але князь Ярослав Мудрий, погодився пошлюбити дочку з норвежцем лише за умови, якщо той стане королем і прославиться лицарською звитягою. Довелося Гаральдові з нечисленною дружиною вступити на службу до візантійського імператора, на якій здійснив чимало лицарських подвигів. Іще Гаральд устигав писати поезії, найпопулярнішою серед яких стала пісня, присвячена Єлизаветі. Нарешті він досяг заповітної мрії — одружився з нею.
Згідно із сагами, король Гаральд Суворий та королева Єлизавета мали двох доньок — Інгегерду та Марію. За переказами, саме Гаральд і Єлизавета ініціювали будівництво церкви Святої Марії в Осло — однієї з найдавніших кам'яних церков міста, яка згодом стала королівською усипальницею. Подружжя щасливо прожило майже двадцять років у Норвегії..
Хоча біографія Єлизавети оповита легендами, а джерела про неї обмежені, як скандинавські саги, так і пізніші історичні дослідження свідчать про її чіткий статус королеви Норвегії. Вона згадується не лише як дружина короля Гаральда Суворого (Гаральда Хардради), а й як його довірена особа, яка супроводжувала його під час важливих подорожей. Зокрема, у 1066 році під час походу до Англії, за деякими джерелами, Гаральд висадив Єлизавету разом із доньками на Оркнейських островах із наміром забрати їх після перемоги й утвердження на англійському престолі. Згадку про це можна також знайти в англійському історичному джерелі, перекладеному норвезькою мовою Генріком Верґеланном.
Гаральд вирушив на війну до Англії, де в одному з боїв біля Стамфорд-Бріджа поблизу Йорка у 1066 році загинув.
По його загибелі Єлизавета Ярославна вступила у шлюб вдруге і стала королевою Данії.

## У літературі та театрі
- Норвезька письменниця і драматург Інґеборг Рефлінг Гаген у 1966 році написала новелу «Єлизавета та Гаральд», яку взяли за основу театральної постановки, здійсненої 10 жовтня 1970 року в театрі «Суттунг» у місцевості Танум. Виставу пізніше показали в районах Гедмарк та Оппланн.[12]
- Також є відомим роман «Королівське дзеркало» норвезької письменниці Вери Генріксен, українською опублікований у видавництві «Літопис» у перекладі Наталії Іваничук.
- Пісня про дівчину з Руської країни — старонорвезький вірш, приписуваний норвезькому королю Гарольду III Суворому, написаний у період його служби у Візантії. У вірші король оспівує свою любов до київської князівни Єлизавети Ярославни, доньки великого князя Ярослава Мудрого. Вірш переклав українською Іван Франко. Переклад увійшов до XVIII тому його зібрання творів (розділ «Переклади»). Твір є одним із найдавніших збережених зразків любовної лірики, що пов'язує скандинавську та українську історію.

Фрагмент перекладу Івана Франка:
Край Сицилії далекої
Наш кораблик пролітав,
В пишних строях ми на покладі
Поставали, як і слід.
Живо біг носатий човен наш,
Гордий, що героїв ніс…
Гей, в кого не мужня душа,
Не посмів би плавать там.
А проте дівчина з Руської країни,

Що в короні сяє, мене не приймає…